# Château de Poilley
Le château de Poilley est un édifice de la commune de Poilley, dans le département d’Ille-et-Vilaine en région Bretagne.

## Localisation
Il se trouve au nord-est du département et au nord-est du bourg de Poilley. 

## Historique
Le château date du XVIIe siècle.
Propriété des seigneurs de Poilley en 1096, puis, par alliance, de la famille Léonèse ou le Léonnais (à la fin du XIIe siècle) qui prit le nom de Poilley. Le château passe ensuite entre les mains de la famille du Bourgblanc, seigneurs d'Apreville en 1739, puis de la famille Princey vers 1758.
Une annonce immobilière pour la vente du château est parue dans L'Ouest-Éclair en 1918.
Il est inscrit au titre des monuments historiques depuis le 15 décembre 1926,.

## Description
Il ne reste plus qu'une seule de ses quatre tours. On y trouve une chapelle dédiée à sainte Marguerite et fondée en 1450 par Jean Ier de Poilley : une de ses portes est datée de 1607.
Le château possédait autrefois une motte et une fuie.